# Hala’ib-Dreieck
Koordinaten: 22° 28′ 9″ N, 35° 31′ 23″ O

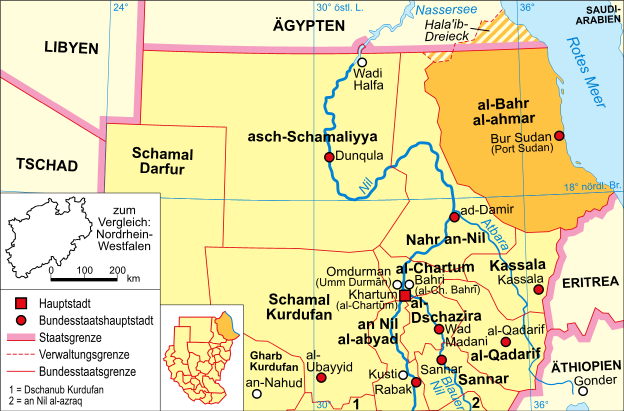
Lage des Hala’ib-Dreiecks (oben rechts) zwischen Sudan und Ägypten

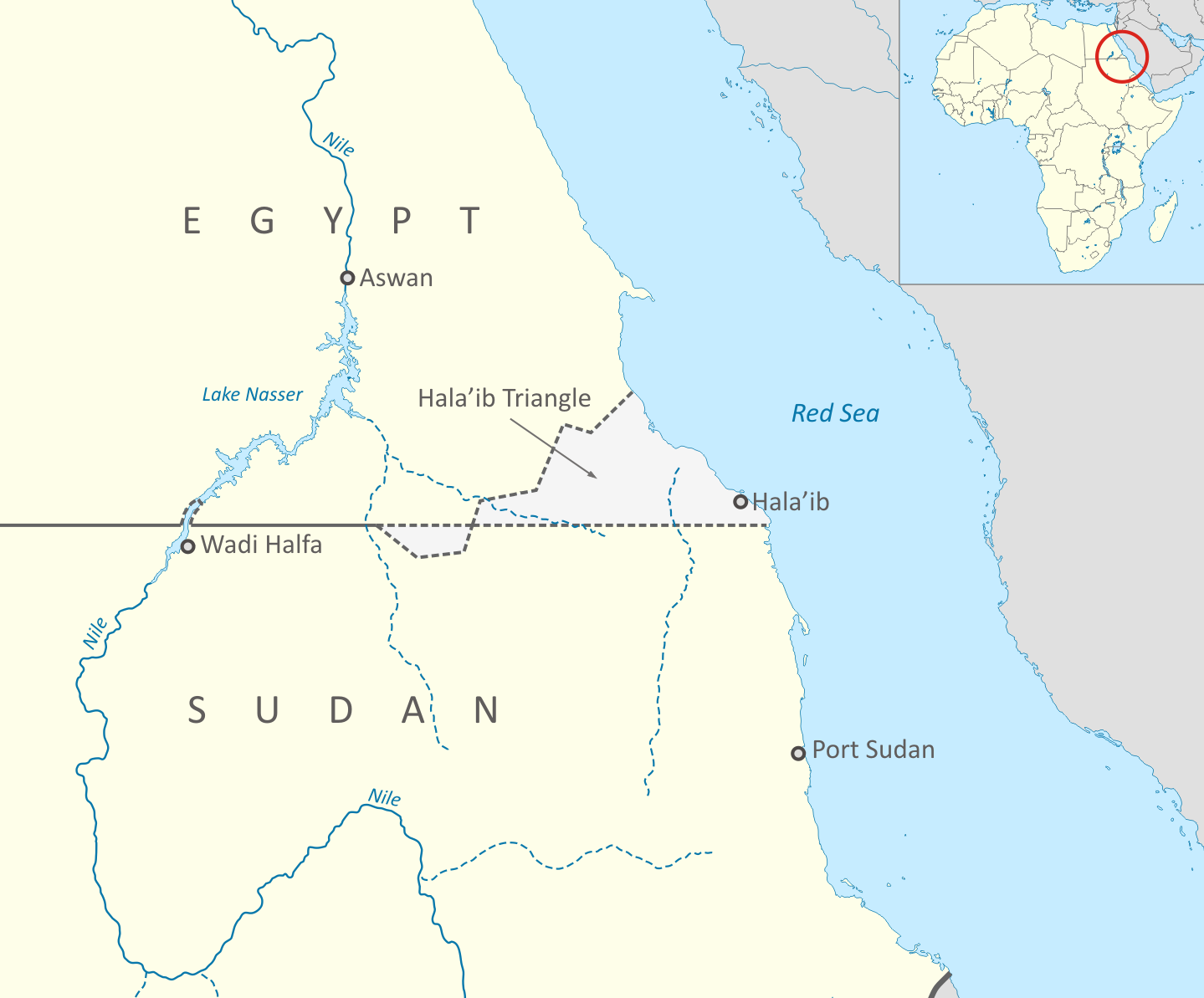
Das Hala’ib-Dreieck liegt zum größten Teil im Gebel-Elba-Nationalpark (etwa östlich 35°02'E). Der Rest westlich davon gehört zum Schutzgebiet Wādī al-ʿAlāqī.

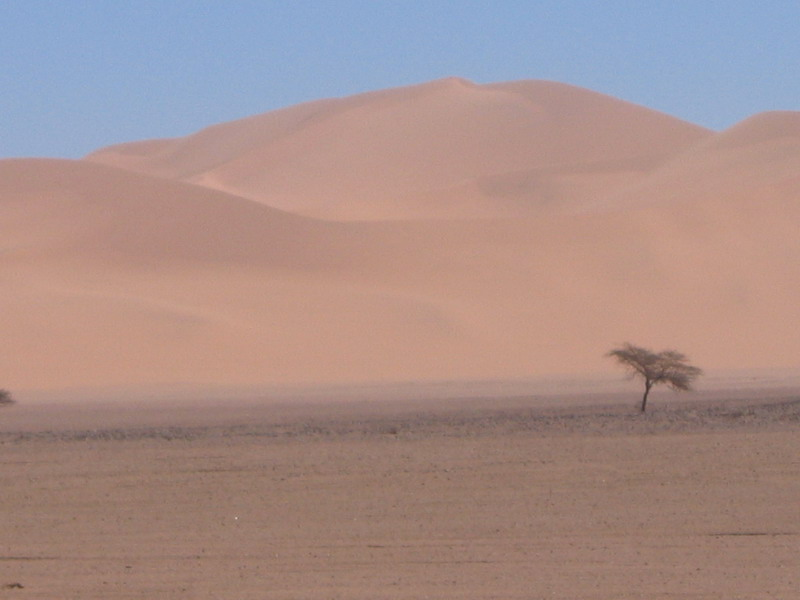
Gebel Elba

Das Hala’ib-Dreieck (arabisch مثلث حلايب Muthallath Halāyib, DMG Muṯallaṯ Ḥalāyib oder حلائب / Ḥalāʾib) ist ein umstrittenes Gebiet, das von den Staaten Ägypten und Sudan beansprucht, seit dem Jahr 2000 aber von Ägypten kontrolliert wird.

## Geografie
- Karte mit allen Koordinaten:
- OSM |
- WikiMap

Das Hala’ib-Dreieck liegt im Süd-Osten von Ägypten am Roten Meer und umfasst eine Fläche von 20.580 Quadratkilometern. Das Landinnere ist gebirgige Wüste (höchste Erhebung etwa 1.744 m) und von Wadis durchzogen. Die Gebirgszüge laufen in Richtung Küste in eine sandige Ebene aus. Eine Vegetation ist entweder spärlich (Akazien und niedere Gräser) oder gar nicht vorhanden. Der 260 km lange Küstenstreifen ist von tropischen Korallenriffen und einigen vorgelagerten Inseln gesäumt. Das Gebiet liegt landschaftlich betrachtet in Nubien. 30 km vor der Grenze zum Sudan liegt 20 bis 25 km landeinwärts der Berg Gebel Elba, der namensgebend für den Gebel-Elba-Nationalpark ist. Der größte Teil des Gebiets, mit Ausnahme des Westteils westlich von etwa 35°02'E, gehört zum Gebel-Elba-Nationalpark, der sich auch noch nördlich von dem Gebiet erstreckt. Der kleinere Westteil gehört zum Schutzgebiet Wādī al-ʿAlāqī. Die wenigen Einwohner sind größtenteils Nubier.

### Städte und Orte
- Der namensgebende Ort Hala’ib Lage (arabisch قرية حلايب, DMG Qaryat Ḥalāyib) hatte 1926 Einwohner zum Stand der Volkszählung vom 11. November 2006.[1]
- 20 Kilometer nördlich davon lag im Mittelalter die Hafenstadt Aidhab Lage (عيذاب / ʿAiḏāb).
- Ein weiteres Dorf ist Abu Ramad Lage (قرية أبو رماد / Qaryat Abū Ramād), das 30 km nordwestlich von Hala’ib an der Küste des Roten Meeres liegt. Abu Ramad ist die letzte Station der Buslinien, die das Gebiet mit Kairo und anderen ägyptischen Städten wie Assuan, Marsa Alam und Qena verbinden.
- Ein dritter Ort ist das kleine Dorf Hadarba Lage (قرية رأس الحداربة / Qaryat Raʾs al-Ḥadāriba) an der Hauptstraße Richtung Sudan, 25 Kilometer südlich von Hala’ib und 16 Kilometer westlich der Rotmeerküste und direkt am 22. Breitengrad, der von Ägypten beanspruchten Grenze und damit faktisch Grenzort.[2]
- Asch-Schalatin Lage ist eine ägyptische Stadt unmittelbar nördlich der Verwaltungsgrenze.

Die Volkszählung vom 11. November 2006 weist nur für den Ort Hala’ib eine Einwohnerzahl nach, die gleich der Einwohnerzahl für den Bezirk (markaz) ist. Damit sind die übrigen Dörfer entweder unter Hala’ib subsumiert oder nicht ständig bewohnt. Die dem Gebiet nächstgelegene sudanesische Stadt ist Osief (Marsa Osief), 26 km südlich des 22. Breitenkreises Nord, der von Ägypten beanspruchten politischen Grenze.

### Abgrenzung
Die Bezeichnung des Gebietes als Dreieck ist eine grobe Generalisierung. Nur die längere 290 km lange Südgrenze, die dem 22. Breitengrad folgt, ist eine gerade Linie. Während das gesamte Gebiet nördlich des 22. Breitengrads liegt, schließt sich am westlichsten Punkt, aber südlich des 22. Breitengrades, das kleinere Gebiet Bir Tawil an, das unter ägyptische Verwaltung gestellt wurde, jedoch heute weder von Ägypten noch vom Sudan beansprucht wird. Dadurch ist der westlichste Punkt des Hala’ib-Dreiecks gleichzeitig der östlichste Punkt des Bir-Tawil-Gebiets. Schließlich wurde auch der Wadi Halfa Salient, eine fingerartige Ausbuchtung sudanesischen Gebiets nach Norden entlang des Nils, unter sudanesische Verwaltung gestellt, sodass die Verwaltungsgrenze zwischen Ägypten und Sudan in drei Fällen vom Breitengrad 22° Nord abweicht.

## Verwaltung
Der von Ägypten eingerichtete Bezirk (markaz) Hala’ib (als südlichster Bezirk des Gouvernements al-Bahr al-ahmar (Rotes Meer)) umfasst zwar alle bewohnten Teile des Hala’ib-Dreiecks, aber nur rund 37 Prozent dessen Fläche (7.573 von 20.580 km²) im Osten mit dem größten Küstenabschnitt. Nach der Volkszählung vom 11. November 2006 betrug die Bevölkerung 2.268.
Der unbewohnte Rest des umstrittenen Gebiets wird von Ägypten zum Bezirk Bi'r Schalatain gerechnet, die sich westlich und nördlich anschließt.

1 = Distrikt Hala’ib

Von sudanesischer Seite wird das Gebiet als Teil des Distriktes Hala’ib im Bundesstaat al-Bahr al-ahmar (Nummer 1 auf der Karte) betrachtet, mit Hala’ib als Distrikthauptstadt. Die tatsächliche Kontrolle wird aber von Ägypten ausgeübt.

## Geschichte
1899 wurde die Grenze zwischen dem Anglo-Ägyptischen Sudan und Ägypten im Anglo-Ägyptischen Kondominium-Übereinkommen beim 22. Breitengrad festgelegt. Allerdings war der Zugang zum Hala’ib-Dreieck und damit die Verwaltung der dortigen Bevölkerung vom Sudan aus leichter, so dass 1902 in einem Zusatzvertrag zum ursprünglichen Abkommen vom Vereinigten Königreich von Großbritannien und Irland eine neue, nach Norden erweiterte administrative Grenze festgelegt wurde, die das Hala’ib-Dreieck in das sudanesische Verwaltungsgebiet einbezog.
1956 erklärte Sudan gegen den Willen des damaligen ägyptischen Präsidenten Gamal Abdel Nasser seine Unabhängigkeit und beanspruchte die Grenzziehung von 1902. Ägypten meldete aufgrund des Vertrages von 1899 Rechte auf das Gebiet an und bestritt die Rechtmäßigkeit der sudanesischen Grenzziehung. In einer Volksabstimmung wollte Ägypten 1958 die Bevölkerung des Hala’ib-Dreiecks abstimmen lassen, worauf der sudanesische Außenminister beim UNO-Sicherheitsrat klagte, welcher aber keinen Beschluss fasste. Im selben Jahr sandte Gamal Abdel Nasser Truppen in das Hala’ib-Dreieck, zog diese aber kurz darauf wieder zurück.
Das Gebiet des Hala’ib-Dreiecks blieb bis 1992 unter sudanesischer Kontrolle. Im Februar 1992 gab Sudan bekannt, Erkundungsrechte für die Gewässer des Hala’ib-Dreiecks an ein kanadisches Erdölunternehmen vergeben zu haben, welche Ägypten als rechtswidrig bezeichnete. Um die Lage zu klären, wurden Verhandlungen begonnen, aber das Ölunternehmen zog sich aus dem Vertrag zurück, bis die Souveränität über das Gebiet geklärt sei. Im April 1992 gab es einen Grenzzwischenfall. Zwei ägyptische Militärfahrzeuge griffen einen sudanesischen Grenzposten an, töteten zwei Polizisten und verletzten vier weitere. Präsident Hosni Mubarak bedauerte und versprach Entschädigung. Beide Seiten spielten den Zwischenfall herunter, betonten aber, keinen Quadratzentimeter Land aufgeben zu wollen.
Im Januar 2000 zog Sudan seine Truppen aus dem Hala’ib-Dreieck ab und trat damit die Kontrolle über das Gebiet an Ägypten ab. Darauf folgte die Besetzung des Gebietes durch ägyptische Truppen.
Allerdings erklärte der Präsident Sudans Omar al-Baschir im Zuge des Baus ägyptischer Siedlungen im Norden des Territoriums im Jahr 2004, dass Sudan trotz des Rückzuges seiner Truppen und der ägyptischen Kontrolle über das Hala’ib-Dreieck immer noch rechtmäßig Anspruch auf das Gebiet habe.
Momentan (Stand: 2006) werden die Zollposten an der nördlichen Grenze zu Ägypten von den Militärs beider Staaten gemeinsam betrieben. Die Ausreise von Sudanesen nach Ägypten und umgekehrt ist über diesen Weg jedoch nicht möglich. Es gibt eine Sonderregelung für sudanesische Händler an der nördlichen Grenzstadt Bi’r Schalatain.
Obwohl keine Beilegung im Streit um dieses Gebiet absehbar ist, gibt es bereits eine gewisse Zusammenarbeit: Das Territorium ist mit dem Mobilfunknetz beider Länder abgedeckt und als Währung gilt sowohl das sudanesische als auch das ägyptische Pfund. Seit 2005 hat das ägyptische Tourismusministerium das Hala’ib-Dreieck für den Fremdenverkehr freigegeben.

## Karten

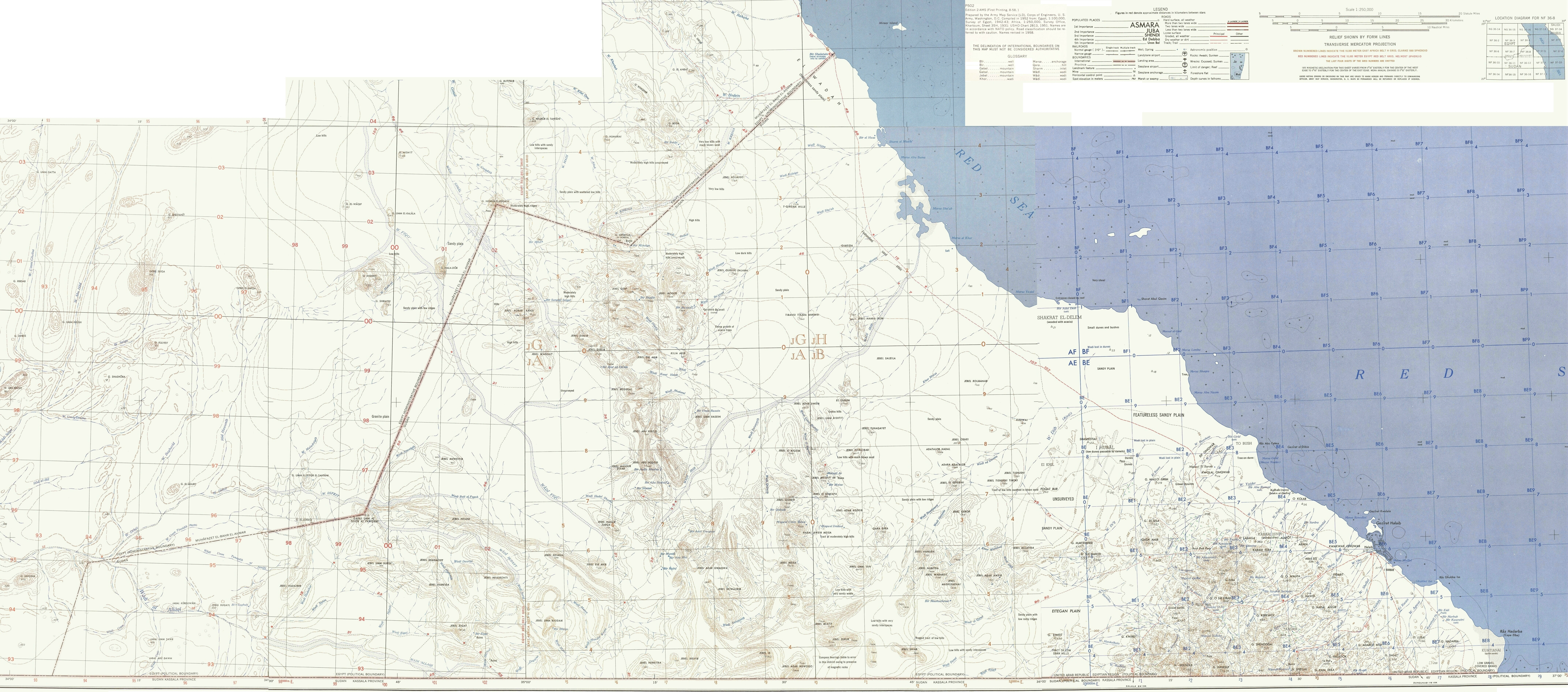
Karte des Gebiets, aus vier Kartenblättern zusammengefügt